# Hypochaeris jussieui
Hypochaeris jussieui là một loài thực vật có hoa trong họ Cúc. Loài này được (Sch.Bip.) Reiche mô tả khoa học đầu tiên.